# 圣欧莱-拉沙佩勒
圣欧莱-拉沙佩勒（法語：Saint-Aulais-la-Chapelle）是法国夏朗德省的一个市镇，属于科尼亚克区和夏朗德南县（Charente-Sud）。该市镇总面积14.84平方公里，2009年时的人口为233人。

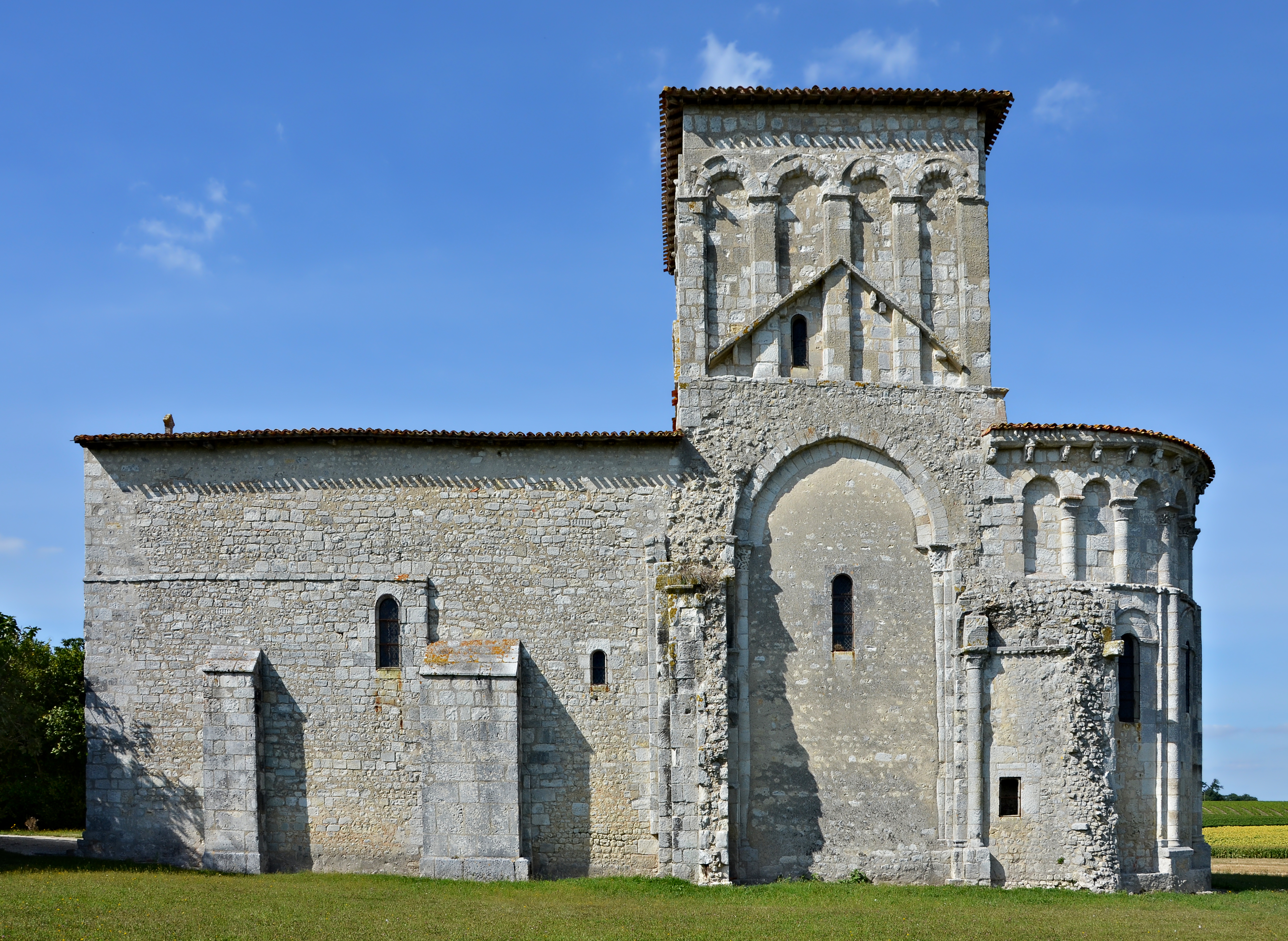

## 人口
圣欧莱-拉沙佩勒人口变化图示